# Европско првенство у атлетици за јуниоре 2017 — 5.000 метара за јуниорке
Такмичење у трчању на 5.000 метара у женској конкуренцији на 24. Европском првенству у атлетици за јуниоре 2017. у Гросетоу одржано је 23. јула 2017. на Stadio Carlo Zecchini- у.
Титулу освојену у Ешилструни 2015, није бранила Алина Рех из Немачке.

## Земље учеснице
Учествовало је 12 такмичарки из 8 земаља.
1. Италија (2)
2. Немачка (1)
3. Норвешка (2)
4. Србија (1)
5. Турска (2)
6. Финска (1)
7. Холандија (2)
8. Шпанија (1)

## Освајачи медаља
|                         |                         |                           |
| Јасмејн Лау · Холандија | Миријам Датке · Немачка | Флор Дорнвард · Холандија |

## Квалификациона норма
Требало је да квалификациону норму такмичарке остваре у периоду од 1. јануара 2016. до 13. јула 2017. године.
| Норма    |
| -------- |
| 17:15,00 |

## Сатница
| Датум   | Време | Коло   |
| ------- | ----- | ------ |
| 23. јул | 19:15 | Финале |

## Рекорди
| Рекорди пре почетка Европског првенства 2017. | Рекорди пре почетка Европског првенства 2017. | Рекорди пре почетка Европског првенства 2017. | Рекорди пре почетка Европског првенства 2017. | Рекорди пре почетка Европског првенства 2017. | Рекорди пре почетка Европског првенства 2017. |
| Рекорди                                       | Атлетичар                                     | Земља                                         | Време                                         | Место                                         | Датум                                         |
| --------------------------------------------- | --------------------------------------------- | --------------------------------------------- | --------------------------------------------- | --------------------------------------------- | --------------------------------------------- |
| Европски рекорд У-20                          | Zola Pieterse                                 | Велика Британија                              | 14:48,07                                      | Лондон, Уједињено Краљевство                  | 26. август 1985.                              |
| Рекорди европских првенстава У-20             | Елван Абејлегасе                              | Турска                                        | 15:21,12                                      | Гросето, Италија                              | 20. јул 2001.                                 |
| Најбољи европски резултат сезоне У-20         | Миријам Датке                                 | Немачка                                       | 16:05,88                                      | Берлин, Немачка                               | 29. април 2017.                               |

### Најбољи европски резултати у 2017. години
Десет најбољих атлетичара у трци на 5.000 метара 2017. године до почетка првенства (12. јул 2017), имали су следећи пласман на европској ранг листи.
| 1.  | Миријам Датке         | Немачка          | 16:05,88 | 29. април |
| 2.  | Јасмејн Лау           | Холандија        | 16:25,55 | 2. јун    |
| 3.  | Флор Дорнвард         | Холандија        | 16:27,09 | 2. јун    |
| 4.  | Анастасија Коношанова | Русија           | 16:27,83 | 25. мај   |
| 5.  | Лили Ана Тот          | Мађарска         | 16:32,55 | 11. јун   |
| 6.  | Франческа Томази      | Италија          | 16:32,97 | 21. мај   |
| 7.  | Латифе Гунес          | Турска           | 16:43,93 | 15. јун   |
| 8.  | Марта Гарсија         | Шпанија          | 16:44,07 | 8. април  |
| 9.  | Фиби Баркер           | Велика Британија | 16:44,07 | 27. мај   |
| 10. | Дијане ван Ес         | Холандија        | 16:46,80 | 2. јул    |
|     |                       |                  |          |           |
|     | Тамара Мићевић        | Србија           | 17:05,39 |           |

Такмичарке чија су имена подебљана учествовале су на ЕП.

## Резултати

### Финале
Финале је одржано 23. јула 2017. године у 19:15.,.
| Место | Атлетичарка      | Земља     | ЛР       | ЛРС      | Резултат | Белешка |
| ----- | ---------------- | --------- | -------- | -------- | -------- | ------- |
|       | Јасмејн Лау      | Холандија | 16:25,55 | 16:25,55 | 16:38,85 |         |
|       | Миријам Датке    | Немачка   | 16:05,88 | 16:05,88 | 16:39,81 |         |
|       | Флор Дорнвард    | Холандија | 16:27,09 | 16:27,09 | 16:41.71 |         |
| 4.    | Тамара Мићевић   | Србија    | 17:05,39 | 17:05,39 | 16:57,74 | ЛР      |
| 5.    | Марта Гарсија    | Шпанија   | 16:44,07 | 16:44,07 | 17:13,43 |         |
| 6.    | Латифе Гунес     | Турска    | 16:43,93 | 16:43,93 | 17:15,17 |         |
| 7.    | Микела Чезаро    | Италија   | 17:26,24 | 17:26,24 | 17:15,75 | ЛР      |
| 8.    | Валентина Ђемето | Италија   | 17:11,13 | 17:20,26 | 17:25,69 |         |
| 9.    | Пинар Демирташ   | Турска    | 16:49,61 | 17:15,09 | 17:26,13 |         |
| 10.   | Астрид Снал      | Финска    | 17:01,77 | 17:01,77 | 17:42,19 |         |
| 11.   | Стине Вангберг   | Норвешка  | 17:10,54 | 17:10,54 | 18:06,15 |         |
| 12.   | Кристине Нес     | Норвешка  | 17:10,74 | 17:10,74 | 18:38,37 |         |